# نادي كلنتن
اتحاد كلنتن لكرة القدم (بالملايو:Persatuan Bolasepak Kelantan) هو نادي ماليزي ويمثل إقليم كلنتن في الدوري الماليزي الممتاز. يقع مقر النادي في كوتا بهارو ، ماليزيا. الملعب الخاص بالفريق هو استاد السلطان محمد السادس الذي يتسع لحوالي 20 ألف متفرج.